# NGC 4841A
NGC 4841A is een elliptisch sterrenstelsel in het sterrenbeeld Hoofdhaar. Het hemelobject werd op 11 april 1785 ontdekt door de Duits-Britse astronoom William Herschel.

## Synoniemen
- NGC 4841-1
- DRCG 27-240
- UGC 8072
- ZWG 160.44
- MCG 5-31-26
- KCPG 361A
- PGC 44323